# Erdőludas
Erdőludas (ukránul: Гусний) település Ukrajnában, Kárpátalján, az Ungvári járásban.

## Fekvése
A Keleti-Beszkidek alatt, Nagybereznától északkeletre, Tiha és Uzsok közt fekvő település.

## Története
1910-ben 448 lakosából 6 német, 442 ruszin volt. Ebből 438 görögkatolikus, 10 izraelita volt. A trianoni békeszerződés előtt Ung vármegye Nagybereznai járásához tartozott.
1991-ben 500 körüli lakosa volt. 
2020-ig Tiha társközsége volt.

## Népesség
| 2001 | 84 |

A népesség anyanyelv szerinti megoszlása a teljes népesség %-ában (2001)

## Nevezetességek
- Görögkatolikus fatemploma 1655-ben épült. Ez a környék legrégebben épült fatemploma.